# Meunet-sur-Vatan
Meunet-sur-Vatan är en kommun i departementet Indre i regionen Centre-Val de Loire i de centrala delarna av Frankrike. Kommunen ligger i kantonen Vatan som tillhör arrondissementet Issoudun. År 2022 hade Meunet-sur-Vatan 196 invånare.

## Befolkningsutveckling
Antalet invånare i kommunen Meunet-sur-Vatan
Referens:INSEE